# Liborio Guarulla
Liborio Guarulla Garrido (23 de juliol de 1954, La Isleta, municipi Maroa, estat Amazones) és un polític indígena veneçolà de l'ètnia baniva, governador del estat Amazones des de l'any 2001 fins a 2017.

## Biografia

### Estudis i família
Va cursar estudis a la ciutat de Caracas, a la Universitat Central de Veneçuela, obtenint la llicenciatura en Arts plàstiques. Està casat amb Judith Campos i té dos fills: Pumeyawa Guarulla i Umawaly Liborio Guarulla. La seva germana Nirma Guarulla va presidir el Consell Legislatiu de l'Estat Amazones i va representar a aquest estat a l'Assemblea Nacional de Veneçuela.

### Vida política
Com a polític va militar en diversos partits: MAS, La Causa Radical, y finalment a Patria Para Todos; amb aquest partit va arribar a la governació del seu estat, després d'impugnar davant el Tribunal Suprem de Justícia les eleccions del 2000 que havien proclamat guanyador al candidat d'Acción Democrática, José Bernabé Gutiérrez. Després de demostrar un presumpte frau en els comicis, es van repetir a les taules en dubte, i Guarulla va ser proclamat governador per al període 2001-2005, sent reelegit en 2005, una tercera vegada el 2010, per ser novament elegit el 2012.
El 2012, degut a problemes interns al seu partit Patria Para Todos amb respecte al Gran Pol Patriòtic Simón Bolívar, al costat d'altres ex-militants del PPT Opositors y ex-militants de PODEMOS també opositors fundaren el seu nou partit, Moviment Progressista de Veneçuela, MPV. L'any 2019 s'uneix al costat d'un grup de diputats provinents del MPV al partit socialdemòcrata Un Nou Temps.

### Inhabilitació
El 7 de maig de 2017 Guarulla seria inhabilitat per 15 anys per a exercir càrrecs públics.
El dimarts després de la inhabilitació va llançar la maledicció del dabucurí al que va afegir:
«si ells tenen poder nosaltres també tenim poder i convocaré als meus ancestres als meus xamans perquè la maledicció del dabucurí caigui sobre aquesta gent que ha tractat de fer-nos maldat, els asseguro que no moriran sense turment. Els asseguro que abans de morir començaran a sofrir i la seva ànima vagarà pels llocs més foscos i pestilents abans de poder tancar els ulls'».
La maledicció va ser llançada formalment durant el ritual del dabucurí, que es va realitzar després de la Gran marxa dels xamans, a Puerto Ayacucho, estat Amazones, el 17 de maig del 2017.